# كارلوس بينيا (لاعب كرة قدم مكسيكي)
كارلوس ألبيرتو بينيا رودريغيز الشهير باسم كارلوس بينيا (بالإسبانية: Carlos Alberto Peña Rodríguez)‏ (ولد في 29 مارس 1990 في سيوداد فيكتوريا) لاعب كرة قدم دولي مكسيكي .

## روابط خارجية
- كارلوس ألبيرتو بينيا على موقع الاتحاد الدولي (مؤرشف)  (الإنجليزية)
- كارلوس ألبيرتو بينيا على موقع إي إس بي إن إف سي (الإنجليزية)
- كارلوس ألبيرتو بينيا على موقع قاعدة بيانات كرة القدم.إي يو (الإنجليزية)
- كارلوس ألبيرتو بينيا على موقع ناشيونال فوتبول تيمز (الإنجليزية)
- كارلوس ألبيرتو بينيا على موقع Soccerway.com (الإنجليزية)
- كارلوس ألبيرتو بينيا على موقع عالم كرة القدم.نت (الإنجليزية)
- كارلوس ألبيرتو بينيا على موقع AS.com (الإسبانية)